# Varanauskas
Varanauskas – wieś na Litwie, w okręgu olickim, w rejonie olickim, w gminie Krakopol. W 2011 roku liczyła 116 mieszkańców.
We wsi znajduje się zabytkowy kościół drewniany z 1929 roku.  